# Gabrius exspectatus
Gabrius exspectatus – gatunek chrząszcza z rodziny kusakowatych i podrodziny kusaków.
Gatunek ten opisany został po raz pierwszy w 1952 roku przez Aleša Smetanę. Jako lokalizację typową wskazano Remetské Hámre na Słowacji.
Chrząszcz o wydłużonym ciele długości od 4,5 do 5,5 mm. Ubarwienie ma smolistoczarne z żółtymi odnóżami i członami czułków od pierwszego do trzeciego oraz z brunatnie rozjaśnionymi tylnymi krawędziami tergitów odwłoka. Głowa jest duża, o długości wynoszącej nie więcej niż jej szerokość. Czułki mają człony od siódmego do dziesiątego niemal dwukrotnie dłuższe niż szerokie. Czoło zaopatrzone jest w poprzeczny szereg czterech punktów, z których dwa środkowe wysunięte są ku przodowi w sposób niewyraźny. Między oczami powierzchnia głowy ma wyraźne, podłużne wklęśnięcie. Na głowie i przedpleczu występuje wyraźna mikrorzeźba. Na powierzchni przedplecza występują rzędy grzbietowe zawierające pięć punktów. Pokrywy są krótkie i szerokie, o dużym i rozproszonym punktowaniu.
Gatunek saproksyliczny, drapieżny. Bytuje pod korą pniaków i kłód drzew iglastych i liściastych, w ich murszejącym drewnie, w porastających stare drzewa mchach, a czasem także w ściółce leśnej.
Owad palearktyczny, znany z Pirenejów, Niemiec, Szwecji, Norwegii, Finlandii, Polski, Czech, Słowacji, Węgier, Ukrainy, Rumunii, Bułgarii, Bośni i Hercegowiny, Albanii, Rosji i Turcji. Na „Czerwonej liście gatunków zagrożonych Republiki Czeskiej” umieszczony jest jako gatunek zagrożony wymarciem (EN).